# سيباستيان مايلوسكي
سيباستيان مايلوسكي (بالبولندية: Sebastian Milewski) هو لاعب كرة قدم بولندي في مركز الوسط، ولد في 30 أبريل 1998 في ملافا في بولندا. لعب مع زاغليبي سوسنويتش.

## وصلات خارجية
- سيباستيان مايلوسكي على موقع قاعدة بيانات كرة القدم.إي يو (الإنجليزية)
- سيباستيان مايلوسكي على موقع Soccerway.com (الإنجليزية)